# نیسشین مارو
نیسشین مارو (به انگلیسی: Nisshin Maru) یک کشتی است که طول آن ۱۲۹٫۵۸ متر (۴۲۵ فوت ۲ اینچ) می‌باشد. این کشتی در سال ۱۹۸۷ ساخته شد.